# Lacus Spei

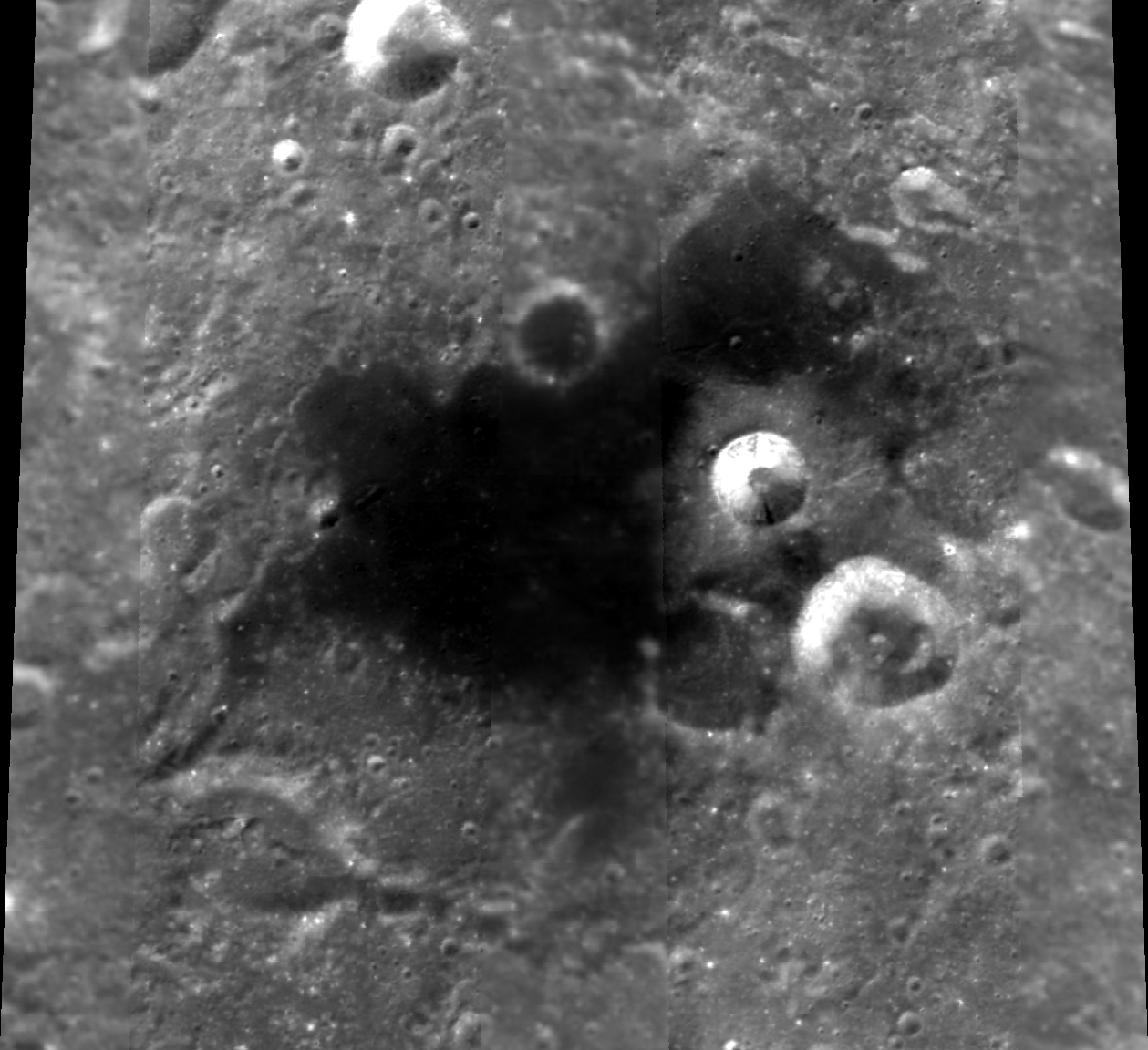
Lacus Spei.

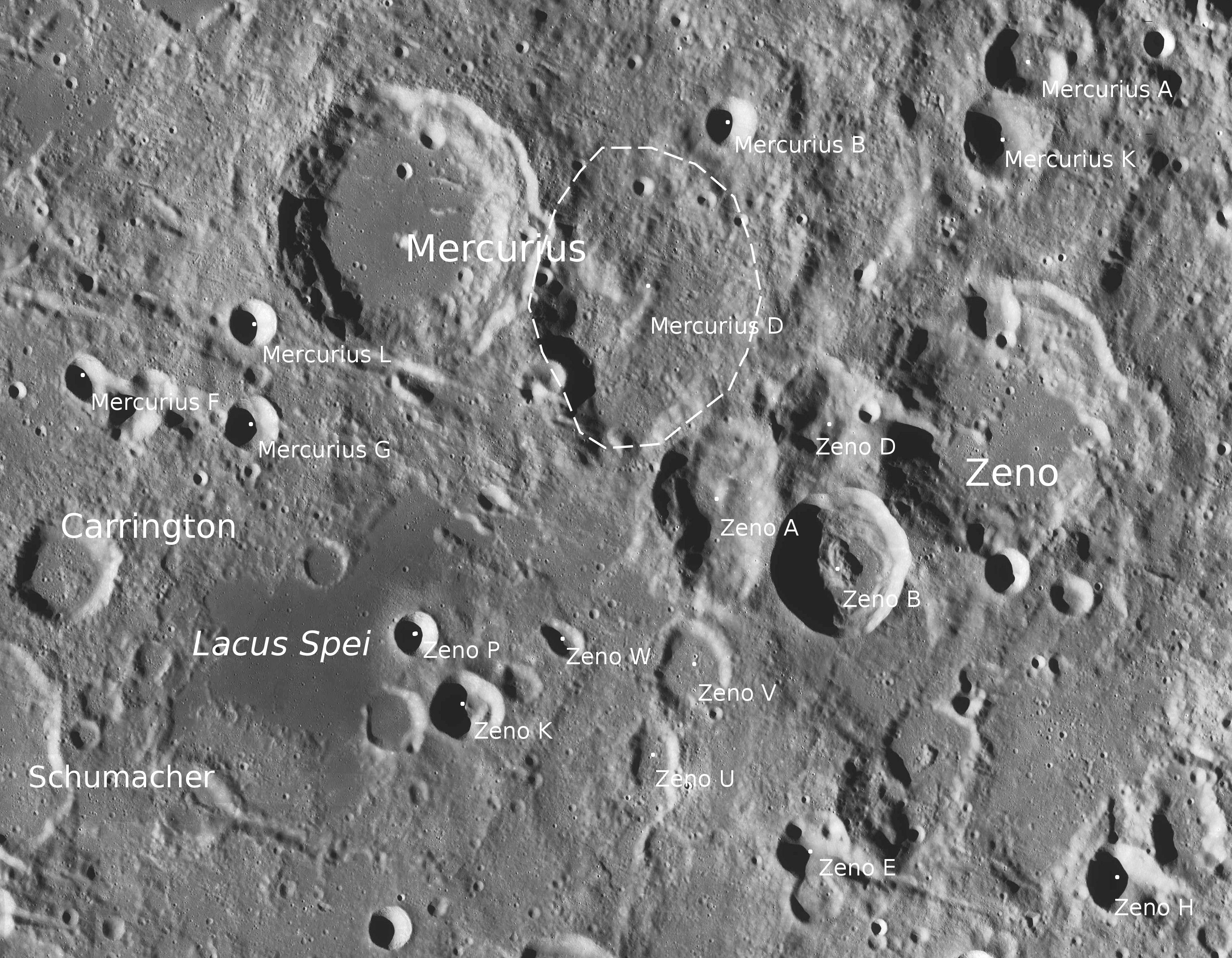
Poloha Lacus Spei.

Lacus Spei (česky Jezero naděje) je měsíční moře východně od kráterů Schumacher a Carrington na přivrácené straně Měsíce. Lacus Spei má průměr cca 80 km, jeho střední selenografické souřadnice jsou 43,5° S a 65,2° V.
Severně se nachází kráter Mercurius, uvnitř jezera leží satelitní kráter Zeno P. Severozápadně leží měsíční jezero Lacus Temporis (Jezero času).

## Pojmenování
Lacus Spei pojmenovala roku 1976 Mezinárodní astronomická unie.